# 津軽要塞

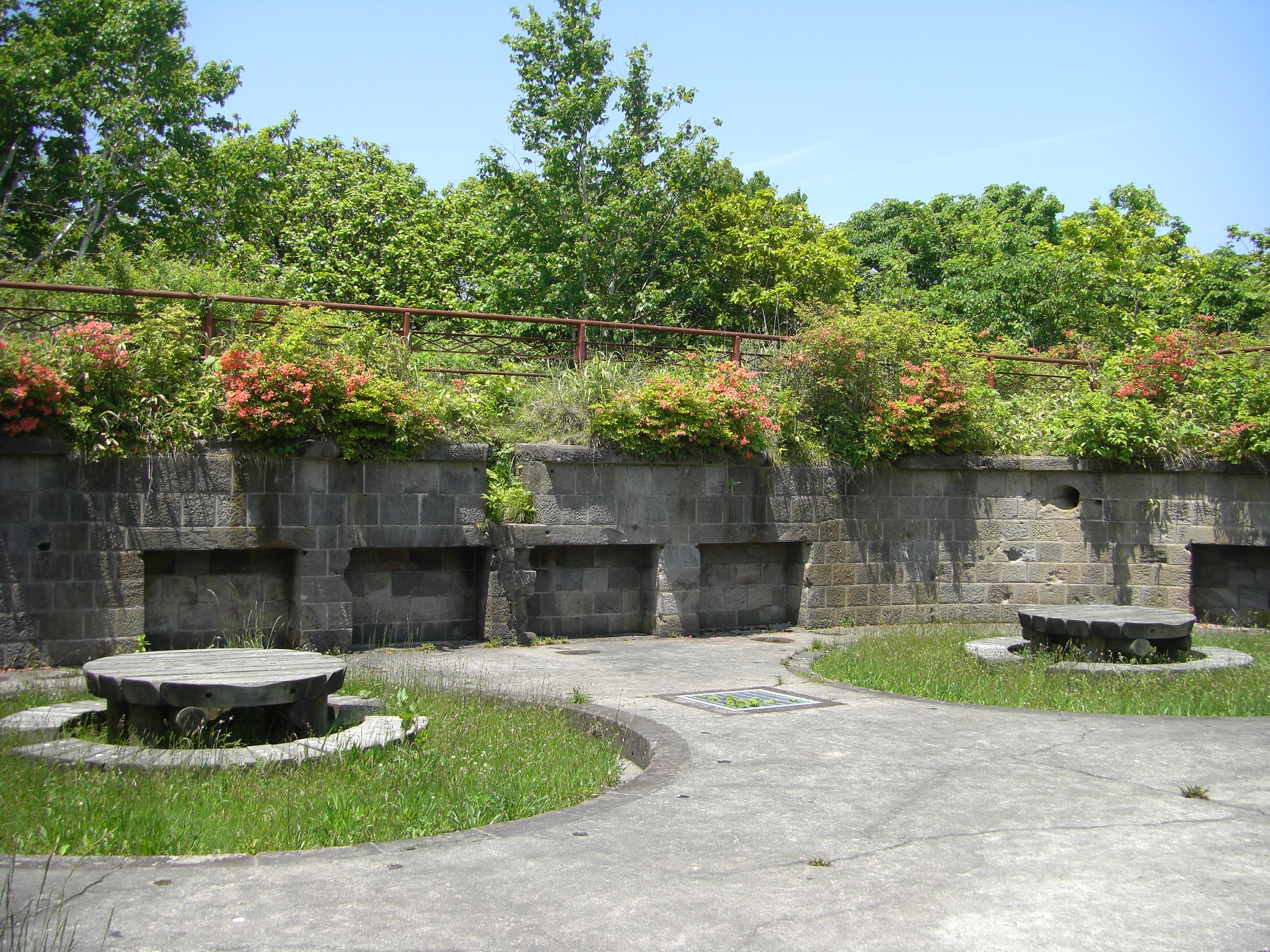
津軽要塞の御殿山第二砲台跡

津軽要塞（つがるようさい）は、津軽海峡を守備範囲とした大日本帝国陸軍の要塞である。前身の函館要塞もここで解説する。
なお、函館山の要塞跡は、2001年（平成13年）、「函館山と砲台跡」として北海道遺産に選定されている。

## 概要

### 函館要塞概要
函館要塞は陸軍の千畳敷砲台、御殿山第一砲台、御殿山第二砲台、薬師山砲台及び立待保塁、海軍の機雷で構成される。
仮想敵国をロシア帝国とし、
1896年（明治29年）頃から、
- 「函館港ハ北海道ノ要港ニシテ敵ヲシテ之ヲ占領セシムル時ハ其利スル処莫大ナリ、故ニ茲ニ防備ヲ施スハ目下ノ急務ナリトス、且ツ北海道ノ命脈ハ本土トノ交通如何ニ関ス」（函館港防禦計画ノ要領,明治28年<1895年>）
- 「敵軍ヲシテ本湾ヲ利用セシメサル事」「北海道ト本土トノ交通ヲ容易ナラシムル事」（函館要塞防禦計画書,明治31年<1898年>）

と函館港の軍事的価値と同港の北海道と本土との連絡ルートとしての重要性を最大の理由に要塞設置が計画され、1897年（明治30年）11月函館要塞砲兵大隊が編成され、亀田村の現西堀病院跡地に当たるところに仮事務所を開設、仮兵舎として五稜郭の旧兵糧庫をあて、橋の傍らに28 cm榴砲弾1門を置き演習を始めた。1898年（明治31年）6月には薬師山砲台が起工。同年9月28日の陸軍省告示第11号により「函館要塞地帯近傍の測量等制限区域（後述）」が示された。同年6月御殿山第一砲台の起工、同年9月に御殿山第二砲台の起工となる。同年11月25日、函館要塞砲兵大隊は北海道亀田郡亀田村千代ヶ岱に移転した。1900年（明治33年）5月23日、函館要塞司令部が函館要塞砲兵大隊構内に開庁した。1903年（明治36年）6月25日、函館要塞司令部が函館区谷地頭町に移転し同日より事務を開始。
要塞諸施設の完成後に日露戦争（1904年（明治37年）2月8日から1905年（明治38年）9月5日）を迎え、函館要塞も動員されるが、ロシア帝国ウラジオストク艦隊の軍事挑発を阻止できず北海道が孤立混乱した。具体的に艦隊は1904年（明治37年）7月20日に日本海より津軽海峡に侵入し、そのまま太平洋に抜けて反転、30日に再び侵入し、日本海に抜けた。その間船舶は出港を見合せた。
1919年（大正8年）の要塞整理案により廃止された。

#### 函館要塞地帯近傍の測量等制限区域
陸軍省告示第11号（1898年<明治31年>9月28日）の制限区域は下記の通り
- 函館区
- 亀田郡
  - 銭亀沢村、上湯川村、志苔村、下湯川村、根崎村、鍛冶村、神山村、赤川村、七飯村、大中山村、桔梗村、石川村、亀田村、大野村、千代田村、一本木村、文月村
- 上磯郡
  - 清川村、中野村、上磯村、谷好村、富川村、茂辺地村、石別村

### 津軽要塞概要
津軽要塞は津軽海峡を防備するために新たに設けられた要塞である。
日露戦争中の明治38年5月19日、山縣有朋の提案をきっかけに明治42年策定の要塞整理案で前身の旧函館要塞の備砲の撤去が進み、1916年（大正5年）には御殿山第一砲台及び薬師山砲台を廃止した。
大正8年の要塞整理案により津軽要塞が新規に設置される。昭和に入り竜飛崎砲台及び汐首岬砲台及び大間崎砲台を完成させて、1927年（昭和2年）には旧函館要塞を吸収する。ワシントン海軍軍縮条約で解体された戦艦伊吹の主砲も転用され、津軽海峡の封鎖が可能となった。また新設砲台への軍事物資や兵員輸送目的で戸井線（五稜郭駅-湯の川駅-戸井駅）、大間線（下北駅-奥戸駅、大畑線はその一部）の建設が急がれた。
太平洋戦争が始まり各地の要塞が軍に隷属すると、津軽要塞も1943年（昭和18年）2月5日軍令陸甲第10号により北部軍に編入され、その後1944年（昭和19年）3月16日大陸命第967号により第5方面軍戦闘序列に編入され第5方面軍隷下となった。室蘭の防備も担当し、津軽要塞重砲兵連隊の第3中隊を配置していた。同中隊は後に第8独立警備隊に編入され、建設中の室蘭臨時要塞に展開して室蘭の防備に当たったが、1945年（昭和20年）7月の室蘭艦砲射撃では射界と射程の関係で何の反撃もできなかった。その他、北海道空襲などに際して、津軽要塞各部隊は対空戦闘を実施している。

### 戦後の遺構破壊と再評価
1945年（昭和20年）10月4日、アメリカ軍第77師団第306旅団（レイ・Ｌ・バーネル准将）が函館市浅野町から上陸、函館山を管理下におき、その後要塞施設の解体を爆破でおこなった、その際出た鉄屑等は当時函館市にある業者に払い下げされた。1951年（昭和26年）には朝鮮特需（金へん景気とも）により、財務局が要塞の金属部品の払い下げを行い、地上部分の多くが消滅した。1965年（昭和40年）頃に千畳敷への道路を作る際、塹壕連絡路の石垣の一部が使われ、1975年（昭和50年）頃に火災防止で木造建築物を取り壊し、弾薬庫や掩蔽壕の多くが立入禁止になった｡このような遺構の破壊が許された理由は、当時遺構は不要の長物とされたからという。
なお、函館山ロープウェイ山頂駅・展望台や放送局の送信施設はほぼ御殿山第一砲台の上に建てられている。
明治の要塞建設以後、函館山等は要塞地帯として一般人の立入りが禁じられていたが、終戦後の1946年（昭和21年）10月に一般開放され、2001年（平成13年）10月北海道遺産に選定された。2002年（平成14年）以降、函館市が遺構の測量調査や劣化診断を実施している。

## 歴史
明治24年、陸軍が函館に防備施設を建設する裁可を受ける。日清戦争が始まった明治27年、要塞指令部条例の公布によって要塞が建設されることになった。1896年（明治29年）、北海道の函館港及び函館湾守備を目的に計画され、1902年（明治35年）に函館要塞として完成。
大正8年裁可された要塞整理案により函館要塞は廃止されると同時に津軽要塞が設置されることとなった。大正13年に津軽要塞の建設が始まり、昭和2年、旧函館要塞はそれに吸収された。なお旧函館要塞の砲の多くは取り外され、太平洋戦争中の昭和19年11月以降は旧式の28cm榴弾砲が6門あるのみだった。

### 年表

#### 函館要塞時代
- 1896年（明治29年）頃 函館要塞の設置が計画される
- 1897年（明治30年）11月 函館要塞砲兵大隊が編成される
- 1898年（明治31年）
  - 6月 薬師山砲台起工
  - 6月 御殿山第一砲台起工
  - 9月 御殿山第二砲台起工
  - 9月28日 陸軍省告示第11号により函館要塞周辺区域が示される
  - 11月25日 函館要塞砲兵大隊が亀田郡亀田村に移転
- 1899年（明治32年）10月 薬師山砲台竣工
- 1900年（明治33年）5月23日 函館要塞司令部が函館要塞砲兵大隊構内に開庁
- 1903年（明治36年）6月25日 函館要塞司令部が函館区谷地頭町に移転
- 1904年（明治37年）
  - 2月8日 日露戦争開戦
  - 7月20日 ロシア帝国ウラジオストク艦隊が日本海より津軽海峡に侵入し太平洋に抜ける
  - 7月30日 ロシア帝国ウラジオストク艦隊が太平洋から津軽海峡へ侵入し日本海に抜ける
- 1916年（大正5年） 御殿山第一砲台及び薬師山砲台を廃止

#### 津軽要塞時代
- 1918年（大正8年） 要塞整理案により函館要塞を廃止し、津軽要塞を設置する
- 1927年（昭和2年） 旧函館要塞は津軽要塞に吸収される
- 1929年（昭和4年）9月　大間崎砲台竣工
- 1933年（昭和8年）3月　汐首岬第1砲台竣工
- 1936年（昭和11年） 
  - 戸井線着工[21]
  - 10月 竜飛崎砲台竣工
- 1937年（昭和12年）
  - 6月 大間線着工[22]
  - 12月 白神崎砲台竣工
- 1939年（昭和14年） 大間線、大畑線として第1期工事区間下北 - 大畑間が開通
- 1940年（昭和15年） 汐首岬第2砲台竣工
- 1942年（昭和17年）9月 戸井線建設休止
- 1943年（昭和18年） 大間線工事中断
- 1945年（昭和20年）8月15日　太平洋戦争終戦

#### 戦後の破壊と保存
- 1945年（昭和20年）10月4日 アメリカ軍函館上陸。以後施設を爆破解体する
- 1946年（昭和21年）10月 一般開放
- 1951年（昭和26年）には朝鮮特需で金属部品の払い下げたことにより地上部分の多くが消滅
- 1953年（昭和28年） 函館市により函館山登山道（山麓-山頂間）開通[23]
- 1957年（昭和32年）3月22日 御殿山に函館山テレビ・FM放送所開設（NHK総合）
- 1958年（昭和33年）11月15日　函館山ロープウェイ開設
- 1959年（昭和34年） 函館山ロープウェイ、御殿山に展望台等開設
- 1965年（昭和40年）頃、函館山千畳敷への道路を作る際、塹壕連絡路の石垣の一部が使われる
- 1975年（昭和50年）頃、火災防止で木造建築物を取り壊し、弾薬庫や掩蔽壕の多くが立入禁止になった
- 2001年（平成13年）10月 函館山の要塞跡が北海道遺産に選定

## 施設

### 司令部
- 要塞司令部 - 千代岱に開設、1903年（明治36年）に谷地頭に移転[24]

### 函館山

#### 道路
- 軍用1号橋 - 石橋。函館要塞建設当時の工事用道路の一部として計画・施工され、1897年（明治30年）には竣工したと考えられていて現存している[25]。形式は沖縄式、拱環石は2重、壁石は平行積み（布積み）、橋面は盛土[25][26]。

#### 陸軍施設
- 千畳敷戦闘指令所 - 1904年（明治37年）8月建設開始、1905年（明治38年）12月竣工。武式測遠器1基[24]
- 砲台保塁
  - 千畳敷第一砲台 - 榴弾砲は1901年（明治34年）1月竣工。射程は7800mあり、上磯町（現北斗市）方向に向いている。敵艦の函館湾内侵入を阻止する[27]
  - 千畳敷第二砲台 - 臼砲は1901年（明治34年）7月竣工。射程は4390mで函館市内に向いており、敵の上陸を阻止する[27]
  - 御殿山第一砲台 - 函館山主峰御殿山に設けられた。28センチ榴弾砲4門[28]があり1900年（明治33年）6月に竣工した。射程は7800mあり上磯町（現北斗市）方向に向いている。敵艦の函館湾内侵入を阻止する[27]。1916年（大正5年）廃止。2019年現在、上に函館山ロープウェイ山頂駅と展望台、函館山テレビ・FM放送所がある。
  - 御殿山第二砲台 - 28センチ榴弾砲6門[28]があり1901年（明治34年）2月に竣工した。射程は7800mあり、上磯町（現北斗市）に向いている。敵艦の函館湾内侵入を阻止する[27]
  - 薬師山砲台 - 15センチ臼砲4門[28]。1899年（明治32年）10月竣工。射程は4390mで函館市内に向いており、敵の上陸を阻止する[27]。1916年（大正5年）廃止
  - 立待保塁 - 9センチカノン砲4門で1902年（明治35年）12月に竣工した。射程は6300mで函館市内に向いており、敵の上陸を阻止する[27]
- 観測所
  - 入江山高地観測所　- 応式測遠器1基[24]
  - 千畳敷高地観測所　- 武式測遠器1基[24]
  - 立待低地観測所　- 武式測遠器3基[24]
  - 穴澗低地観測所　- 武式測遠器3基[24]
  - 高龍寺山低地観測所　- 武式測遠器2基[24]
- 発電所
  - 穴澗発電所
  - 立待発電所
- 電灯所
  - 穴澗電灯所 - 90cmブレーゲ横置式1基[24]
  - 立待電灯所 - 90cmブレーゲ横置式1基[24]
- 水元谷弾薬本庫等施設群

#### 海軍施設
- 水雷指令部 - 函館湾の入り口に機雷（触発機雷49および浮標機雷56）を敷設し、敵艦の函館湾侵入を防ぐ[29]。明治36年建設開始、明治37年2月竣工。明治40年陸軍に返還[24]
- 側防砲台 - アームストロング式3インチ速射砲6門[27]

#### 建設中止になった施設
- 弁天砲台 - 1901年（明治34年）10月建設中止。24センチカノン砲2門[30]
- 御殿山西北框舎（キョウシャ） - 観音山に設置予定だった。1901年（明治34年）10月建設中止。機関砲4門[30]
- 御殿山東方堡塁 - 元町配水場高区配水池の上に設置予定だった。1901年（明治34年）10月建設中止。9センチカノン砲4門と機関砲4門[30]

### 亀田半島

#### 陸軍施設
7年式30cm榴弾砲の例
96式15cmカノン砲の例
- 常設砲台
  - 汐首岬第1砲台 - 旧・戸井高等学校の沢に[31]1933年（昭和8年）3月完成。7年式30cm長榴弾砲4門。射程14,800m[32][14]。
  - 汐首岬第2砲台 - 日新中学校の裏山に[31]1940年（昭和15年）完成。96式15cmカノン砲4門。射程26,200m[32][14]。

- 臨時砲台
  - 砂原砲台 - 10cmカノン砲2門[33]
  - 恵山砲台 - 38式野砲2門[33]
  - 瀬田来砲台 - 38式野砲2門[33]

- そのほか
  - 原木 - 高射砲が置かれた[34][35]

#### 海軍施設
- 汐首崎砲台 - 14cmカノン砲2門。千島転用品[36]。

### 下北半島

#### 陸軍施設
- 常設砲台
  - 大間崎砲台 - 巡洋戦艦「伊吹」のアームストロング社製45口径30cmカノン砲2門を転用設置[37]。1929年（昭和4年）9月竣工[14]。
- 臨時砲台
  - 尻屋崎砲台 - 38式野砲2門[33]

#### 海軍施設
- 海軍大間崎砲台 - 14cmカノン砲2門。千島転用品[36]。

### 津軽半島

#### 陸軍施設
- 竜飛崎砲台 - 45式15cmカノン砲4門で射程26200m。昭和11年10月竣工[14]。

#### 海軍施設
- 平舘鉾崎砲台 - 14cmカノン砲4門。千島転用品[36]。

### 松前半島
- 白神崎砲台 - 45式15cmカノン砲4門で射程26200m。昭和12年12月竣工[14]。

## 司令官

### 函館要塞司令官
- （兼）邨松雋 砲兵少佐：明治33年5月4日 - ※本務・要塞砲兵大隊長[38]
- （兼）谷沢鎌太郎 砲兵少佐：明治34年6月28日 - 明治36年5月1日 ※本務・要塞砲兵大隊長[38]
- 秋元盛之 砲兵大佐：明治36年5月1日 - 明治38年3月24日
- 林錬作 砲兵大佐：明治38年3月24日 - 明治38年12月10日
- 渡辺忠三郎 砲兵大佐：明治39年7月11日 - 明治40年11月13日
- 邨松雋 砲兵大佐：明治40年11月13日 - 明治44年11月22日
- 高瀬清二郎 砲兵大佐：明治44年11月22日 - 大正元年12月26日
- 岩倉久米雄 砲兵大佐：大正元年12月26日 - 大正4年8月10日
- 高橋綏次郎 砲兵大佐：大正4年8月10日 - 大正5年4月1日
- 高山重次郎 砲兵大佐：大正5年4月1日 - 大正5年11月15日
- 秀島新 砲兵大佐：大正5年11月15日 - 大正8年7月25日
- 宮沢勇一 大佐：大正8年7月25日 - 大正11年2月8日
- 渡辺好延 大佐：大正11年2月8日 - 大正12年8月6日
- 広江虎三郎 砲兵大佐：大正12年8月6日 - 大正14年5月1日
- 安井義之助 大佐：大正14年5月1日 - 昭和2年4月1日

### 津軽要塞司令官
- 入江仁六郎 少将：昭和2年4月1日 - 昭和3年3月8日
- 岸孝一 少将：昭和3年3月8日 - 昭和4年8月1日
- 松村乙二 少将：昭和4年8月1日 - 昭和5年8月1日
- 和田秀来 少将：昭和5年8月1日 - 昭和6年8月1日
- 河村恭輔 少将：昭和6年8月1日 - 昭和7年8月8日
- 河村圭三 少将：昭和7年8月8日 - 昭和8年8月1日
- 山口正熈 少将：昭和8年8月1日 - 昭和9年8月1日
- 飛鳥井雅四 少将：昭和9年8月1日 - 昭和10年8月1日
- 安井栄三郎 少将：昭和10年8月1日 - 昭和11年8月1日
- 広野太吉 少将：昭和11年8月1日 - 昭和12年8月14日
- 竹内寛 大佐：昭和12年8月14日 - 昭和13年3月1日
- 今中武義 大佐：昭和13年3月1日 - 昭和14年3月9日
- 小佐治量平 大佐：昭和14年3月9日 - 昭和15年3月9日
- 末光元広 少将：昭和15年3月9日 - 昭和16年12月1日
- 来島新一 少将：昭和16年12月1日 - 昭和18年2月18日
- 竹内善次 少将：昭和18年2月18日 - 昭和19年5月16日
- 鈴木正 少将：昭和19年5月16日 - 昭和20年4月1日
- 苫米地四楼 少将：昭和20年4月1日 -

### 函館要塞隷下部隊
函館重砲兵大隊（川中進次郎 中佐）

### 津軽要塞隷下部隊
昭和18年2月5日軍令陸甲第10号により北部軍に編入された時の隷下部隊
- 津軽要塞砲兵連隊（宮沢文雄 中佐：昭和17年5月22日 -）
- 独立高射砲第31大隊
- 函館陸軍病院

昭和19年3月16日大陸命第967号により第5方面軍戦闘序列に編入された時の隷下部隊
- 津軽要塞重砲兵連隊（宮沢文雄 大佐：昭和17年5月22日 -）
- 独立高射砲第31大隊（堀口喜平 少佐：昭和19年8月22日 -）
- 独立歩兵第285大隊（松崎重二 大尉）
- 独立歩兵第290大隊（浦喜之衛見 大尉）
- 第1要塞歩兵隊（小堀鍵治 大尉）
- 第2要塞歩兵隊
- 独立野砲兵第36大隊